# Gonzalo Duarte García de Cortázar
Gonzalo Duarte García de Cortázar (ur. 27 września 1942 w Valparaiso) – chilijski duchowny rzymskokatolicki, w latach 1998–2018 biskup Valparaíso.
11 czerwca 2018 papież Franciszek przyjął jego dymisję ze stanowiska biskupa Valparaíso złożoną wspólnie przez 34 biskupów episkopatu Chile w związku z przypadkami nadużyć seksualnych wobec nieletnich lub próbami ich ukrycia do jakich doszło w Kościele katolickim w Chile. 